# 2020年中泰網絡罵戰
中泰網絡罵戰，是指發生於2020年4月的一場中國大陸網民與泰國等地網民在推特上进行的的網絡罵戰事件。事件起因是有中國大陸網民認為泰國演員瓦奇拉维特·奇瓦雷（小名「Bright」）的女朋友Weeraya（推特網名「nnevvy」）在網上發表的言論有支持「台獨」的傾向，且nnevvy曾在推特轉發關於2019冠狀病毒病起源的網絡流言並獲Bright讚好，而Bright亦曾轉發一篇關於香港反修例問題的文章，故被一些中國網民認為他們「辱華」，並隨即在社交網站上對nnevvy作出謾罵，又要求兩人公開道歉。中國大陸網民的行為引起泰國網民不滿，雙方隨即發生罵戰，過程中亦吸引香港、台灣、韓國、美國和日本網民聲援泰方。事件後來升至官方層面，中泰官員皆就事件作出回應，但由於起因於誤會，事件隨後便平息。

## 背景及起因
2020年4月11日，有中國大陸網民翻出泰國演員瓦奇拉维特·奇瓦雷（Bright）與網紅女友Weeraya（Twitter網名「nnevvy」）2018年的網上對話，發現Weeraya在2018年到台灣旅遊時，Bright曾在照片下留言指「真好看 像個中國女孩」，Weeraya回覆「What?」引發網民不滿，另有其他網民留言問：「今天是甚麼風格？」Weeraya回覆：「台灣女孩喔」。於是一些中國大陸網民將以上這幾段對話理解為Weeraya發表台獨言論。一些中國大陸網民也提到，Weeraya曾在推特隨手轉發將2019冠狀病毒病稱為「武漢肺炎」的帖文，該帖文稱位於武漢的病毒研究所保存有包括蝙蝠在內的1500種毒株，並附上中國官方媒體《中國日報》的報道，這隨即引起中國大陸網友前往相關推特下留言。而Bright則更讚好該推文，對此有中國大陸網民認為該番言論是一種用於迎合「反華」勢力，證明2019冠狀病毒病「起源於武漢」的「陰謀論」。另外，Bright早前亦曾因轉發一篇關於香港反修例問題的文章，由於該文將香港列為國家，Bright一度在被中國內地網民批評後公開道歉。
其後事情發酵後中國大陸網民在Weeraya的推特和Instagram帳戶评论洗版，指称兩人「辱華」，要求道歉。「#泰國辱華」的標籤被推上新浪微博熱搜，Bright演出的泰國電視劇《因為我們天生一對》在豆瓣也获大量负面评价。有中國大陸網民發起「抵制潮」，表示拒看《因為我們天生一對》，一度翻譯該劇的字幕組「天府泰劇」和「喜翻譯制組」也宣佈停止翻譯後續劇集。

### 事件起因的泰語語境
居於泰國的博客哲哲曾撰文指出，對於nnevvy的回覆「What?」（原文為泰語 รายง่ะ），在泰文語境中的真正意思是「真的嗎，很害羞呢」，帶有正面認可的意思。但若只用Google翻譯該詞便會得出英語翻譯「What?」，帶有負面否定意思，與原來意思剛好相反，因此中國網民發起的攻擊實始於對泰語的不了解及誤會。

## 经过
儘管是因語境不同的誤會所引發，就中國大陸網民的過激舉動以及當時疫情爆發的背景下，泰國部分網民開始感到不滿，並隨即到Bright及Weeraya的社交媒體聲援兩人，中泰兩地網民隨即展開罵戰，其中泰國網民反質中方為甚麼不為2019冠狀病毒病疫情道歉，又質疑對方為何去台灣需要簽證，而泰國人去芭提雅（一座泰國城市）就不需要。爭論於是擴大化，期間也引來菲律賓、台灣、香港等地網民參戰聲援泰方，又在推特加入#nnevvy的標誌，而該標誌也一度登上了推特在泰國、中國大陸、香港等地的趨勢榜榜首。
罵戰的焦點其後逐漸轉移到中泰兩國領導人、兩地飲食文化和歷史事件等議題，例如：中國大陸網民辱罵泰國王室和國王拉瑪十世，又質問對方「你們的國王跑到哪裏去？」，泰國网民因為經常辱罵本國領導人，早已十分習慣，則讓對方「再說一次」、「說大聲一點」以及回應「我們也在找他，謝謝關心！」（因為國王瓦集拉隆功脫序行為不少而受泰國百姓調侃）；也有中國大陸網民辱罵對方「nmsl」（「你媽死了」的漢語拼音縮寫）等詞，泰國網民則回應「我們有20個媽媽」、「『至少』20個」，暗諷泰王后宮眾多；中國大陸網民稱「泰國的總理很笨」和「政府很垃圾」，泰國網民則表示這是事實，十分欣賞、肯定中國人的說法，並也配合中國人與鼓勵「再大聲一點」。而泰國網友則指責中共中央總書記習近平的種種政策，又諷刺中國缺乏自由，又表達支持台灣、香港獨立的立場。中國網民攻擊泰國「Your country is poor」（你們的國家很窮），泰國網民不但買帳，還玩起了接句「Your country is Pooh」（你們國家都是維尼的）以諷刺被指與小熊維尼相似的習近平在中國實施獨裁。在飲食文化的議題上，中國大陸網民稱泰國菜不合胃口，泰國網民則稱羨「因為你們都吃蝙蝠」（暗指2019冠狀病毒病首次爆发的地区是中国大陆），更因為台灣、香港、泰國三地都有獨到的名產奶茶，而稱呼彼此是「奶茶聯盟」。同時亦有泰國網民揶揄在中國作為國寶的熊貓，於泰國只是用於送外賣（影射foodpanda）。另外，就中國大陸網民也只能「NMSL」（你妈死了）和「CNMB」（肏你媽屄）等髒話，泰國網民反擊稱罵人者不是「Chinese」（中國人／華人）而是「Nmslese」（「你媽死了」人）。泰國網民也使用「六四」、「天安門事件」、「1989」等在中國大陸敏感關鍵字攻擊對方，中國大陸網民則提及泰國1976年的「法政大學大屠殺」反制，而泰國網民反要求對方「說大點聲」以幫助他們泰國人記住該段歷史，又回應稱「我們不像是某些國家政府會隱瞞世人」等等自嘲。
罵戰過程中，香港社會運動人物、香港眾志秘書長黄之锋也發聲支援「奶茶聯盟」。台灣桃園市市長鄭文燦也對來自泰國的支持表示感謝。

## 結果及評論
截至4月14日，推特上風向已經大致底定，貼有#nnevvy與中國相關的標籤幾乎都是反擊中國大陸網民的貼文，在微博上的貼文也有大量中國網友在討論此次「遠征」為何會落居下風。媒體認為這次失敗主要是因為中泰差異，中國人對泰國官方警政的腐敗和黑暗程度一無所知，泰王的皇室形象也不佳，攻擊文化又沒有立場與意義，反而是批評該國嚴重失職、辱罵泰官方政府時，受到泰國人民表揚和鼓勵，也不敢太深究政治方面的敏感議題，受到暗諷一番後便紛紛離開。同時在該場罵戰中，泰國網民展現的幽默感與創意如運用大量迷因圖反制對方的攻擊也引起觀戰者的注意。泰國國立法政大學政治系助理教授孔吉拉提（Prajak Kongkirati）認為，泰國國家雖小，卻在這場網戰中「用更優異的批評技巧，擊敗了中國這樣的龍王」，他又認為泰國人「免疫力更強，能夠對自己國家的不幸開懷大笑」。不過，事後中国大陆官方媒体人民网轉發了評論員文章，文章中認為此次事件全由台灣1450网军和港独势力策劃。

## 两国政府机构反应
2020年4月12日，泰國旅遊局在新浪微博上發帖，指「個別藝人言論不能代表國家立場，請網友們保持理智」。其後，2020年4月15日，中国驻泰国大使馆就發表聲明回應事件，指一中原則是泰國政府和泰國人民長期堅持的立場，網上個別人士挑撥離間不會得逞；又稱中泰友誼源遠流長，「中泰一家親」情誼在疫情後將更強大。。